# 한어수평고시
한어수평고시 (중국어 간체자: 汉语水平考试, 정체자: 漢語水平考試, 병음: Hànyǔ Shuǐpíng Kǎoshì 한위수이핑카오스[*], HSK)는 중국어 시험 중 하나이다.  약자로 HSK라고 불리며 외국인을 위한 중국어 시험으로 가장 권위가 있다. 대상은 외국인, 화교 등이다. 중국 정부의 지원하에 베이징 어언대학(北京语言大学)이 개발하였다. 현재 중화인민공화국 교육부 산하 국가한어수평고시위원회가 출제, 채점, 증서발급을 주관하며, 한국에서는 한국HSK실시위원회, HSK한국사무국이 HSK실시업무를 담당한다. 토익에 해당하는 비즈니스 한어수평고시, 그리고 아동 한어수평고시가 최근 소개되었다.

## 대상
모국어가 한어가 아닌 자, 즉 외국인, 화교와 중국국내 소수민족 응시생을 대상으로 한다.

## 유효기간
시험일로부터 2년간 유효하다.

## 구성
- 구 HSK는 3개의 레벨로 구성되어 있다. HSK 기초, HSK 초 중등 그리고 HSK 고등이다. 기초는 1~3급까지, 초중등은 3~8급 그리고 고등은 9~11급으로 등급이 있다. 급수별 커트라인이 있어 점수와 총점이 커트라인을 넘으면 급수가 나오나 점수 미달일 경우에는 급수를 받을 수 없다.
- 신 HSK는 1급에서 6급까지이며 그 중 한 레벨에만 응시 가능하다. 한국에서는 신HSK가 치러지며 외국에서는 구 HSK를 시행하는 곳도 있다. 1~2급은 200점 만점에 120점 이상이면 합격이고, 3~6급은 300점 만점에 180점 이상이면 합격이다.
- HSKK는 초급, 중급, 고급의 세 레벨이며 녹음의 형식으로 이루어진다. 둘은 독립적인 시험이며 접수도 따로 시행된다.

중국 대학입학, 구직등을 위한 언어자격조건을 충족할 수 있다. 시험을 볼 때 반드시 2B연필을 사용해야 한다.

## 기초
- 필기시험: 청취, 독해, 작문의 3영역으로 나눈다. 각각 부분의 문항수와 시간은 급수마다 다르며 청취 40~50문항 (30~35분), 독해 30~50문항 (25~45분), 작문 10~15문항 (10~45분), 답안지 작성시간은 10분이다.
- hskk: '듣고 말하기'와 '읽고 말하기' 원칙이며 각각 약 200, 900, 3000개의 어휘 사용이 요구된다.

## 시험일정
- HSK PBT 시험 일정
- HSK IBT 시험 일정

## 같이 보기
- 화어문능력시험 (중화민국의 동일한 성격의 시험)